# Francysk Skaryna

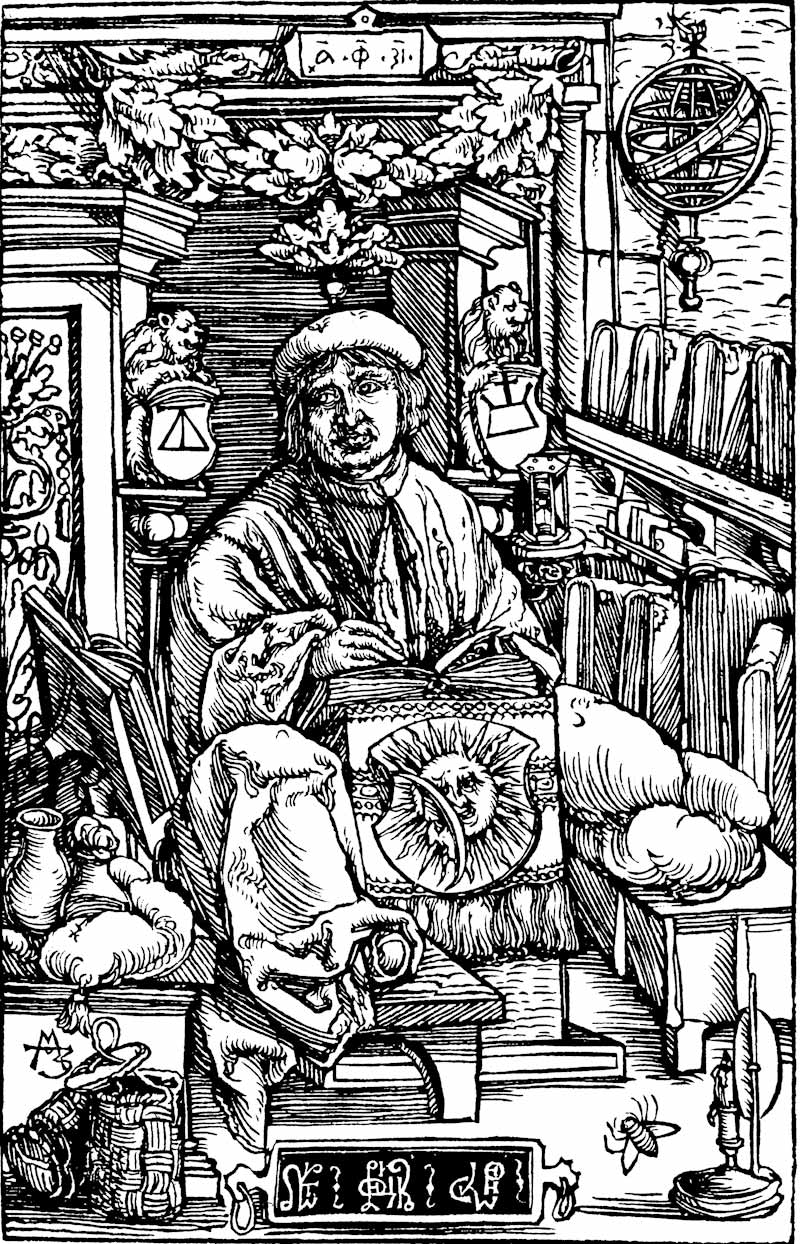
Francysk Skaryna (1517)

Francysk Skaryna auch Francis, Franciscus bzw. Skoryna oder Skorina, (belarussisch Францішак Скарына, dt. Transkription „Franzischak Skaryna“, wiss. Transliteration „Francišak Skaryna“, 1470 in Polazk, Großfürstentum Litauen; † 1551–1552 in Prag) ließ als erster Bücher in einer Sprachform drucken, die zwar deutliche Beeinflussungen durch das Kirchenslawische aufweist, jedoch auch unverkennbar Merkmale der damaligen Volkssprache der Region, des Altweißrussischen bzw. Ruthenischen, zeigt.
Er gilt heute als „Erster belarussischer Drucker“ (belarussisch: Першы Друкар Беларусі, siehe auch Ausbreitung des Buchdrucks). Durch seine Bibelübersetzungen in diese regionale Variante des Slawischen leistete er einen entscheidenden Beitrag zur Entwicklung des ostslawischen volkssprachlichen Schrifttums im Allgemeinen und der belarussischen Sprache im Besonderen.

## Leben

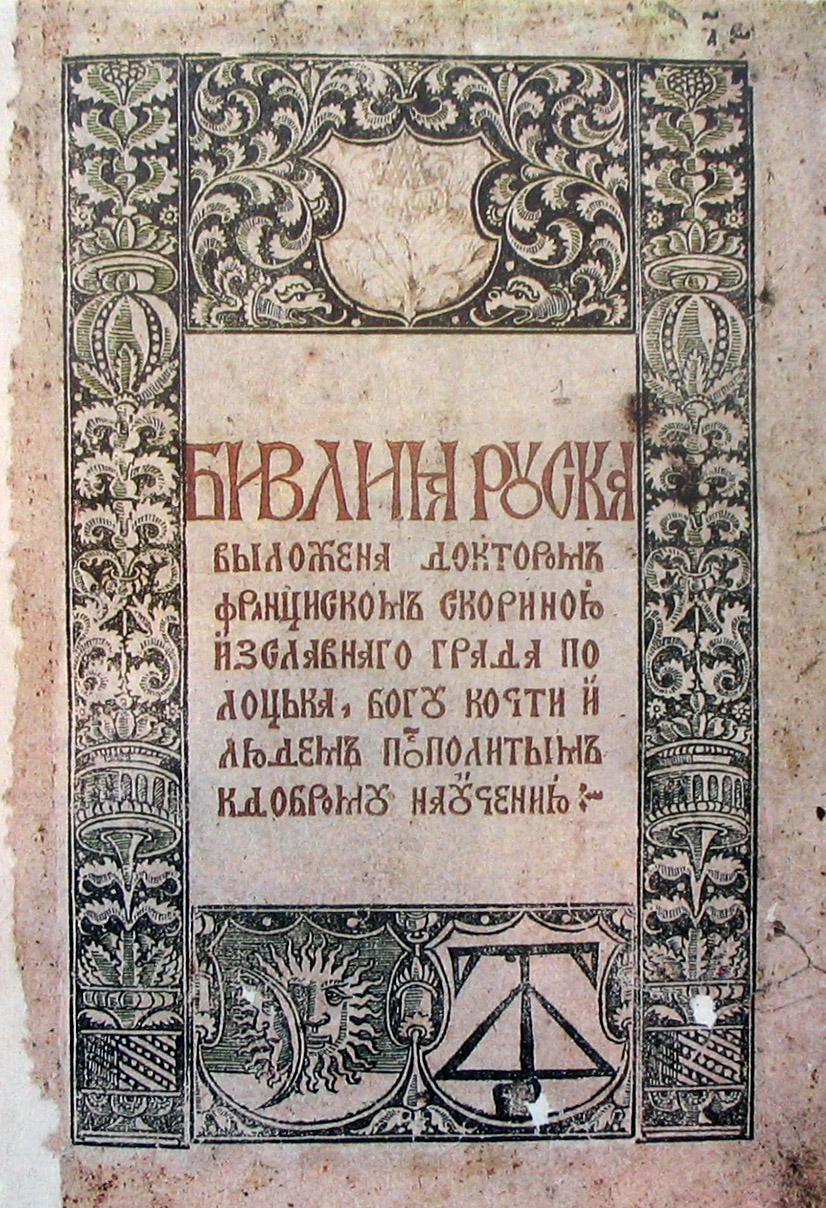
Skarynas Biblia Ruska, 1517

Skaryna wurde im Jahr 1470 in Polazk geboren. Er trug einen katholischen Namen, heiratete eine Katholikin, gab seine Bücher jedoch für Orthodoxe heraus. Dies könnte daran liegen, dass Skarynas Familie orthodox war, er selbst aber seine Bildung im katholischen Westen erhielt und dort auch zum Katholizismus übertrat. Diese Tatsachen führten dazu, dass sich beide Konfessionen bis heute um ihn streiten.
Skaryna studierte 1504 zunächst Philosophie an der Universität Krakau. 1512 erhielt er in Padua, Italien das Diplom eines Doktors der Medizin und wurde zudem zu einer ruhmreichen Person der dortigen Universität. Später siedelte er nach Prag um, wo er zwischen 1517 und 1519 Übersetzungen mehrerer Bücher der Bibel anfertigte und herausgab. Diese Ausgaben sind zudem von hohem künstlerischem Wert.
Skaryna gründete in den frühen Zwanzigerjahren des 16. Jahrhunderts die erste Druckerei in Vilnius, wo er Bücher für die einfachen Leute herausgab.
Von geistesgeschichtlicher Bedeutung sind auch Skarynas Vor- und Nachbemerkungen sowie andere Annotationen und Glossen zu den von ihm herausgegebenen Texten.
Skaryna verbrachte die letzten Lebensjahre als Leibarzt und Gärtner des Königs Ferdinand in Prag.
Er wurde im Jahr 1551 in Prag beigesetzt, sein Grab ging jedoch verloren.

## Ehrungen
Den Namen Skarynas trug bis 2005 eine zentrale Straße der belarussischen Hauptstadt Minsk, die in Unabhängigkeitsboulevard umbenannt wurde. In Prag wurde Skaryna auf Betreiben des ersten belarussischen Außenministers Pjatro Krawtschenka (russ. Pjotr Krawtschenko) ein Denkmal errichtet. Die Francyk Skaryna Gesellschaft für Belarussische Sprache trägt seinen Namen.
Der Asteroid des inneren Hauptgürtels (3283) Skorina, der am 27. August 1979 von Nikolai Stepanowitsch Tschernych entdeckt wurde, wurde nach Francysk Skaryna benannt.

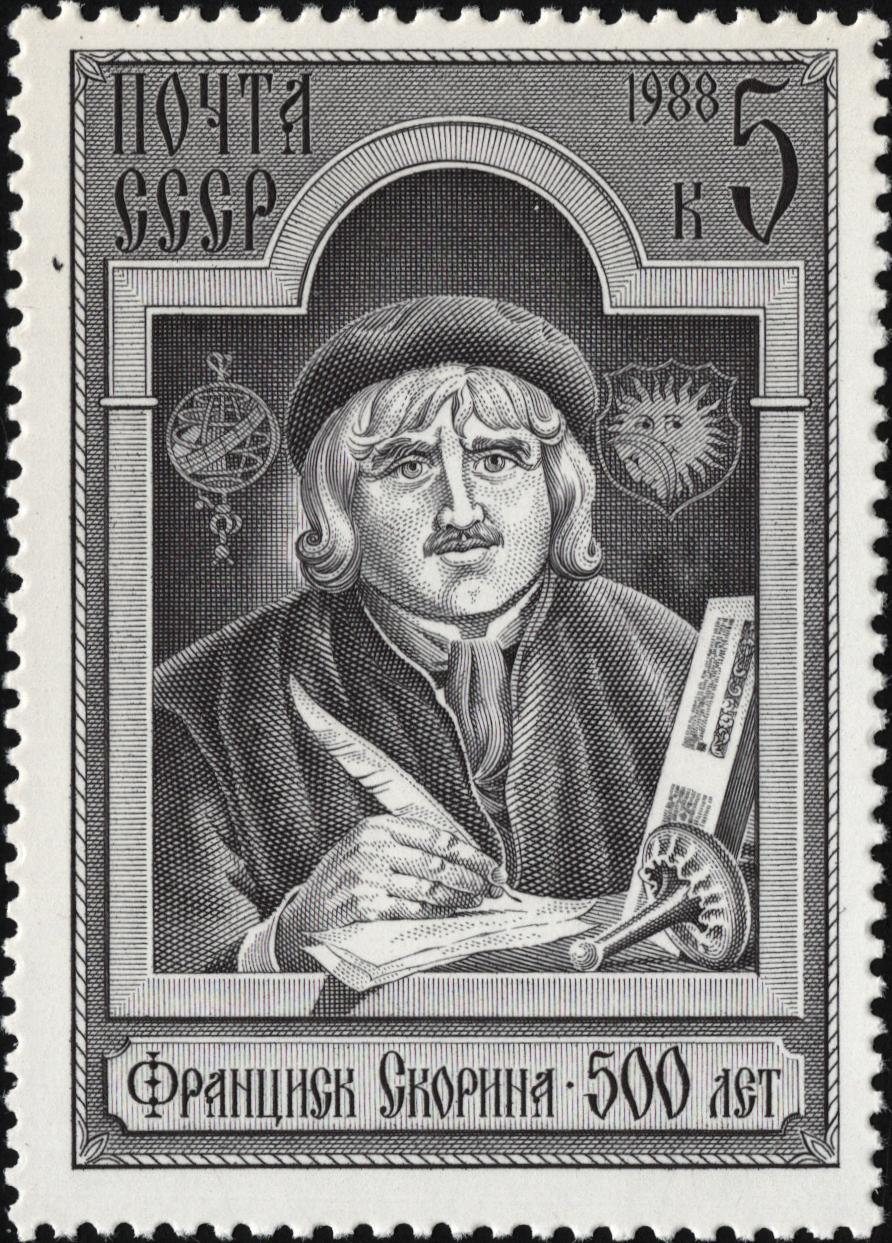
Sowjetische Briefmarke, 1988
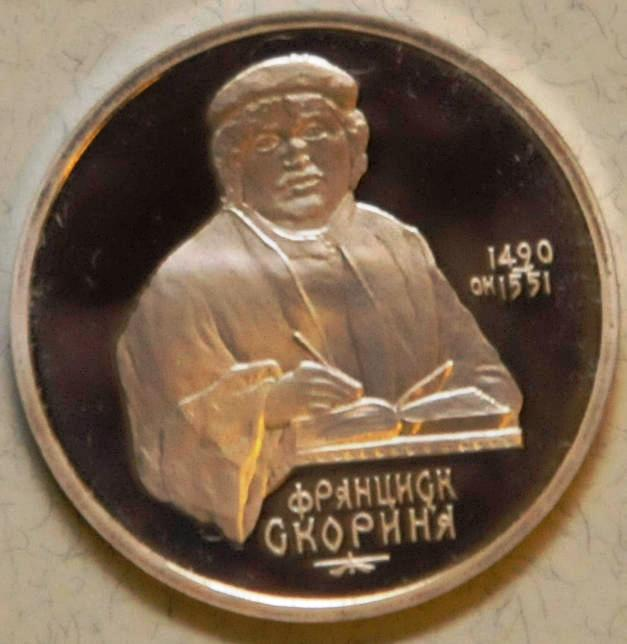
Russische Gedenkmünze, 1990
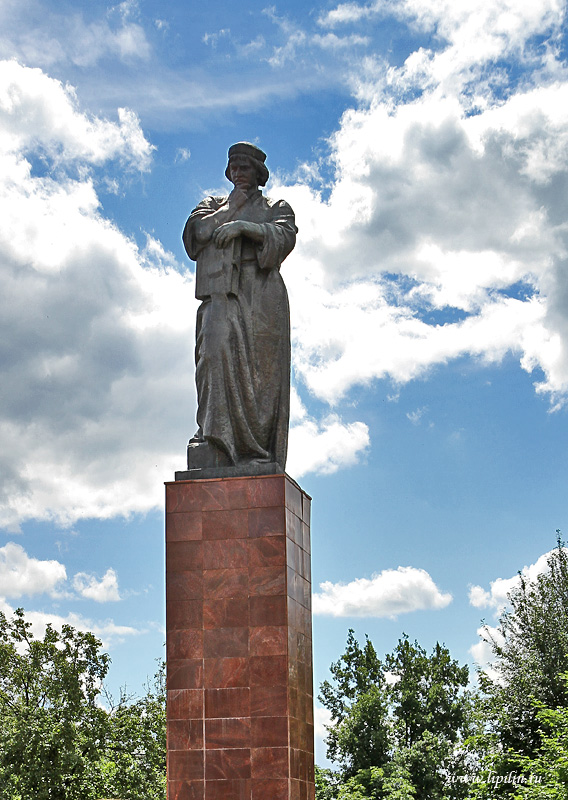
Skaryna-Denkmal (A. K. Glebow, 1974) in Polazk
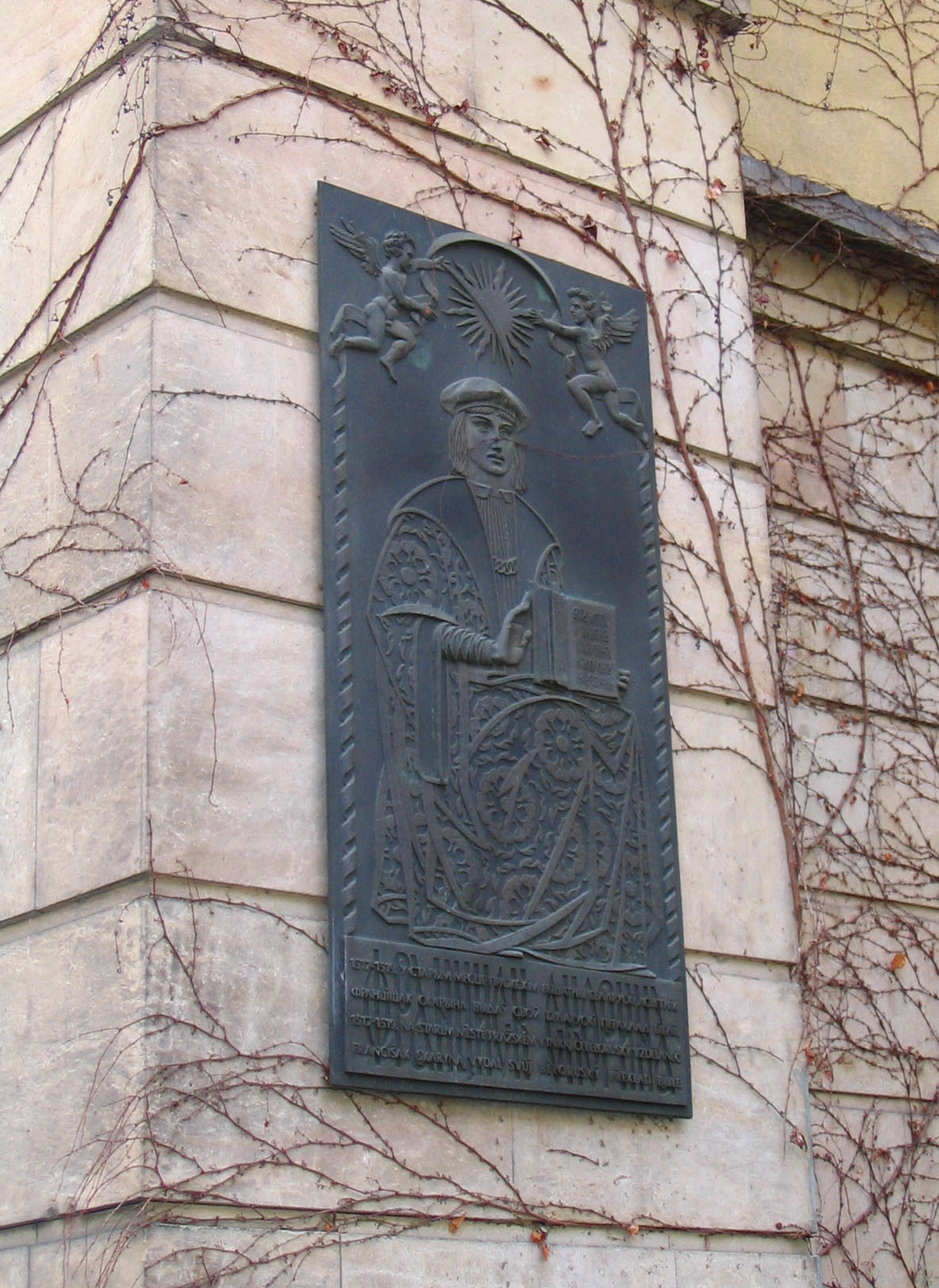
Skaryna-Gedenktafel in Prag
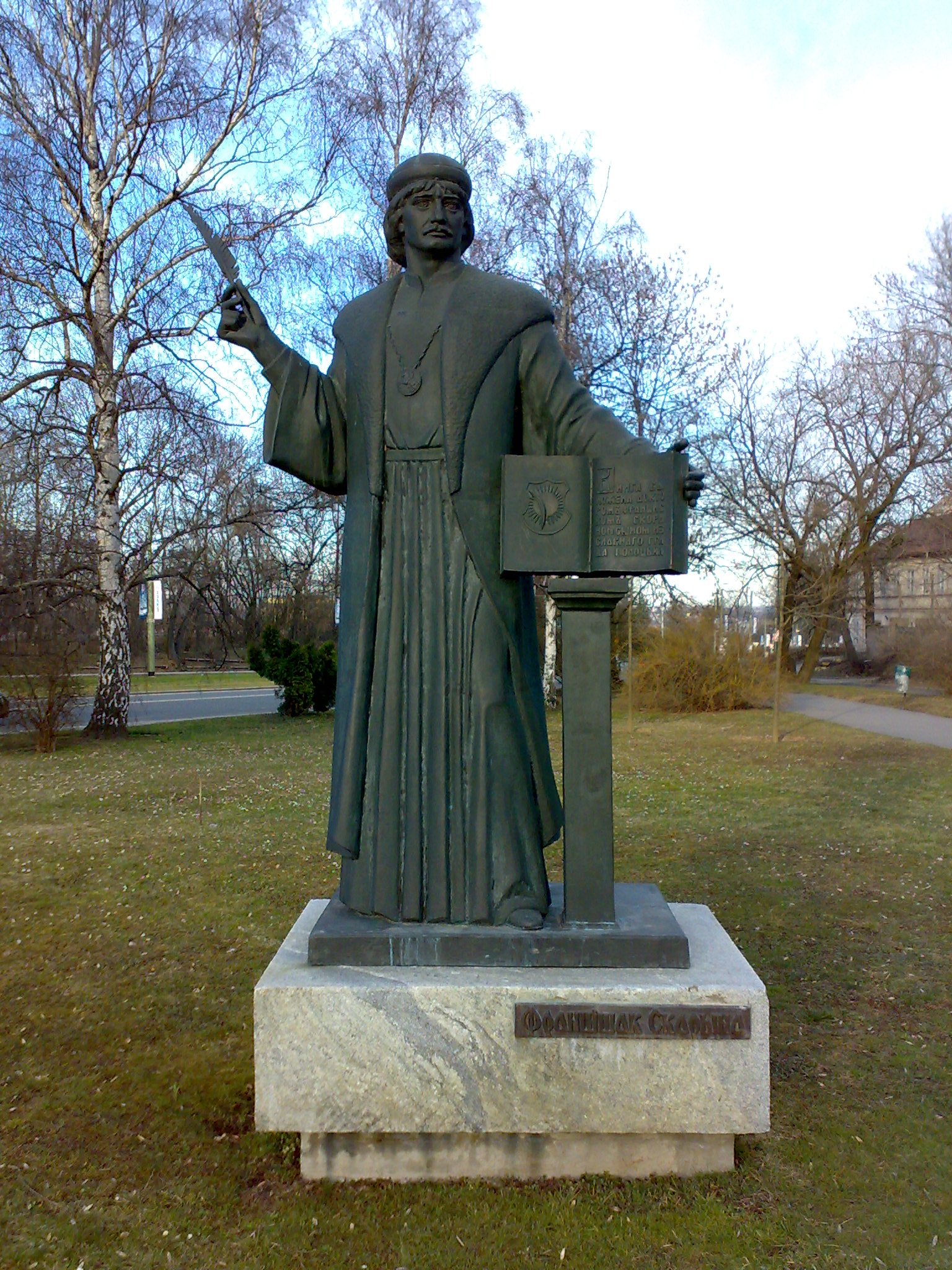
Skaryna-Denkmal in Prag